# La Roquette-sur-Siagne
La Roquette-sur-Siagne (Occitaans: La Roqueta de Sianha) is een gemeente in het Franse departement Alpes-Maritimes (regio Provence-Alpes-Côte d'Azur). De plaats maakt deel uit van het arrondissement Grasse. La Roquette-sur-Siagne telde op 1 januari 2022 5.552 inwoners.
De Nederlandse ondernemer Eckart Wintzen is hier in 2008 overleden.

## Geografie
De oppervlakte van La Roquette-sur-Siagne bedroeg op 1 januari 2022 6,31 vierkante kilometer; de bevolkingsdichtheid was toen 879,9 inwoners per km².
De onderstaande kaart toont de ligging van La Roquette-sur-Siagne met de belangrijkste infrastructuur en aangrenzende gemeenten.

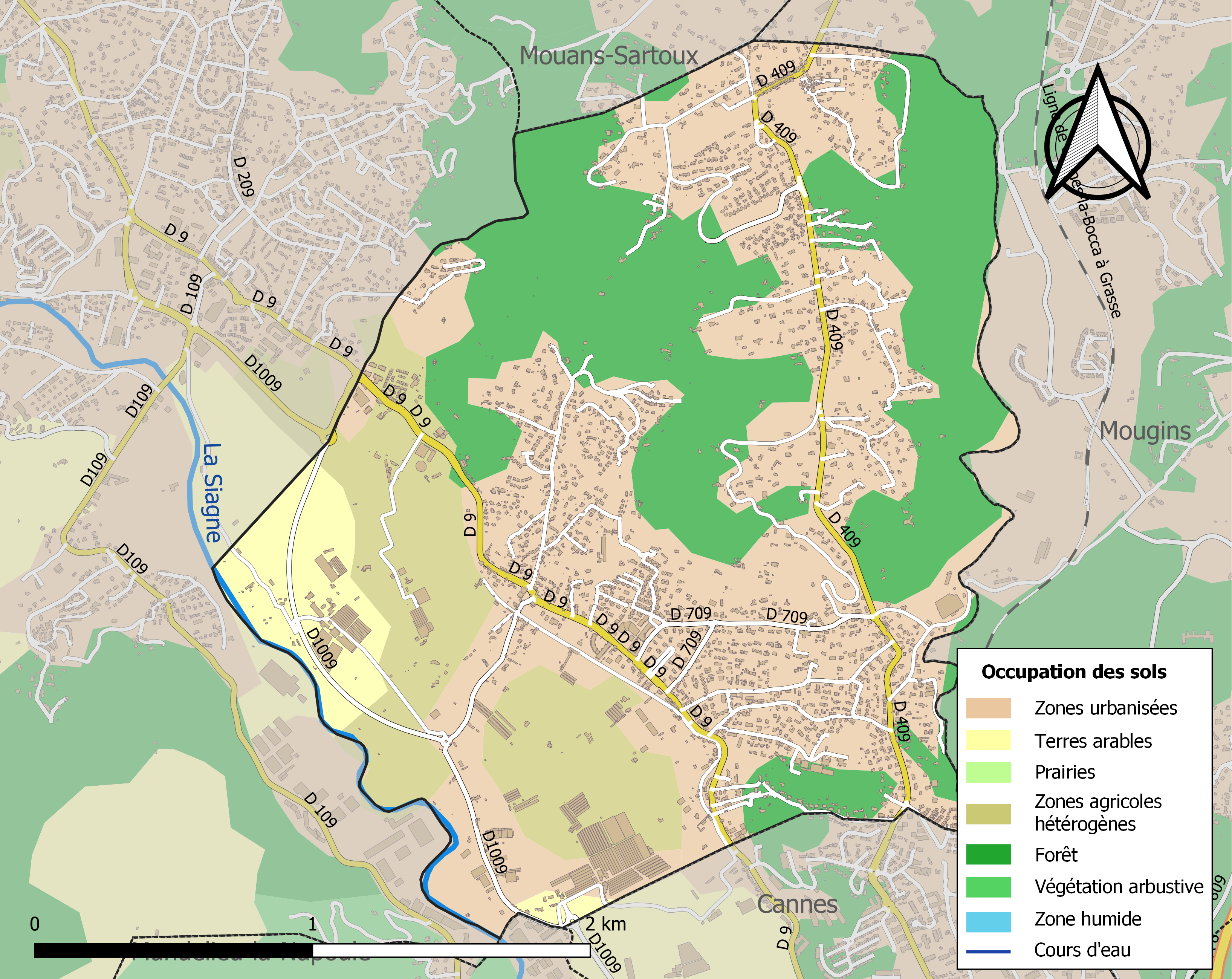

## Demografie
Onderstaande figuur toont het verloop van het inwonertal (bron: INSEE-tellingen).
Vanwege een beveiligingsprobleem met de MediaWiki Graph-software is het momenteel niet mogelijk deze grafiek weer te geven. Zodra de software is bijgewerkt zal de grafiek vanzelf weer zichtbaar worden.